# Льеж (футбольный клуб)
«Льеж» (фр. Royal Football Club de Liège, или RFC Liège — «Королевский футбольный клуб Льежа») — бельгийский профессиональный футбольный клуб из города Льеж, основанный в 1892 году. Обладатель матрикула номер 4 и один из сооснователей Бельгийского футбольного союза. В истории бельгийского футбола известен не только как один из старейших футбольних клубов страны, а и как первый победитель чемпионата Бельгии по футболу. Пятикратный чемпион Бельгии по футболу, обладатель Кубка Бельгии и Кубка бельгийской лиги.
В настоящее время выступает в Челленджер Про Лиге. Домашние матчи проводит на стадионе «Рокур» вмещающем 8 000 зрителей.

## История
История футбола в Льеже берет свое начало от английских рабочих, которые начиная с середины XIX века, сделали большой вклад в освоение и развитие промышленного бассейна Льежа. Одним из первых мест, где проходили футбольные матчи в городе, стал парк Ла Бовери, где находился велодром. Примечательной деталью этих первых игр было то, что посередине поля, где играли в футбол росло дерево. Именно местные велосипедисты первыми проявили интерес к новому виду спорта.
В 1892 году членами местного клуба велосипедистов был основан футбольный клуб «Льеж». Свой первый официальный матч «Льеж» провел в Брюсселе, против команды местной футбольной ассоциации. Победу в этом матче одержали брюссельцы со счетом 4:0. Изначально футболисты «Льежа» носили желто-черные цвета, но вскоре им на смену пришли ставшие со временем традиционными сине-красные цвета. Этот выбор был связан с англичанами, игравшими за «Льеж» в те годы, так как ранее они играли за лондонский «Далвич Гамлет» носивший именно сине-красные цвета. Именно в этих цветах футболисты «Льежа» не только взяли реванш у брюссельцев в следующем году, а и одержали важную победу со счетом 3:15. 

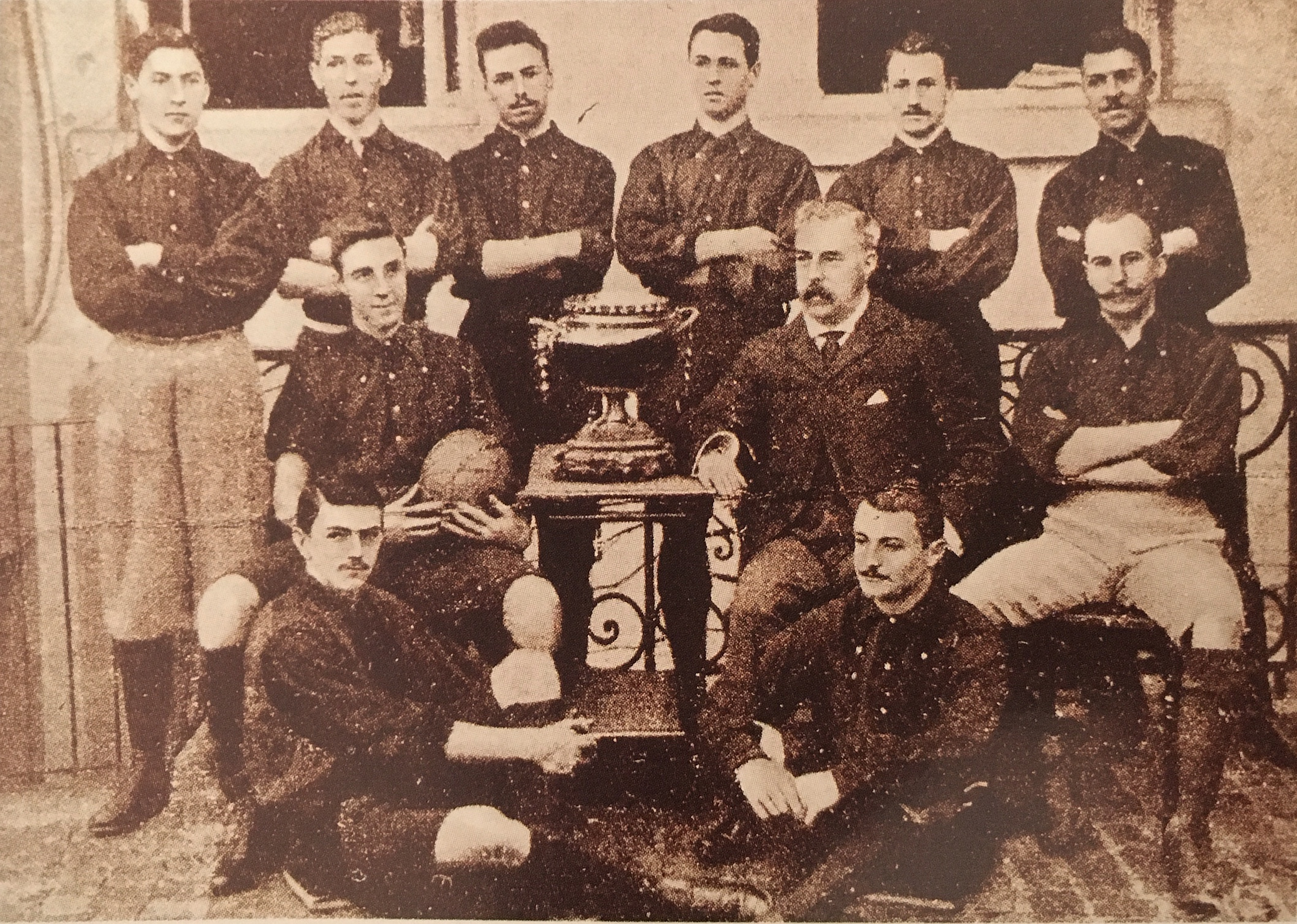
Первые чемпионы Бельгии. 1896 год.

В 1895 году «Льеж» стал одним из десяти членов-основателей Бельгийского футбольного союза. В 1896 году команда записала свое имя золотыми буквами в историю бельгийского футбола став первым чемпионом Бельгии по футболу. За этим последовало еще два титула в 1898 и 1899 годах, после чего доминировать в новом чемпионате стали столичные клубы. В апреле 1898 года группа студентов из колледжа Сен-Серве не видевшая себе места среди болельщиков «Льежа», за который как они считали болеют только богатые и знатные горожане, решают создать свой собственный футбольный клуб. На свою первую игру студенты одолжили у «Льежа» комплект красной формы и так появился будущий соперник сине-красных - «Стандард». В 1910 году «Льеж» стал первым в истории чемпионом страны, покинувшим элитный дивизион Бельгии. В дальнейшем клуб только дважды возвращался в элиту в сезонах 1912/13 и 1923/24 однако закрепится в ней не смог. В 1921 году «Льеж» торжественно открывает свой новый стадион - «Велодром де Рокур». В этом же году король Бельгии Альберт I великодушно жалует «Льежу» королевский статус. По завершению Второй мировой войны, в сезоне 1945/46 «Льеж» наконец-то смог вернуться в высший дивизион, в котором уверенно закрепился на следующие 50 лет. 

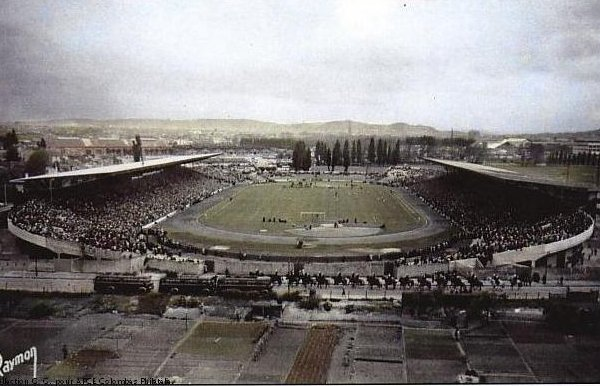
Полные зрителей трибуны «Велодром де Рокур» в лучшие годы выступлений «Льежа»

Начало 50-х годов «Льеж» встретил с новым талантливым поколением футболистов, чьей заслугой стали чемпионские титулы сезонов 1951/52 и 1952/53. В сезоне 1958/59 клуб имел шанс вновь стать чемпионом Бельгии, однако отстал от «Андерлехта» всего на 1 очко. В сезоне 1960/61 клуб завоевал очередное серебро чемпионата Бельгии, на этот раз уступив золото «Стандарду». Это был последний раз, когда клубы из одного города занимали первые два места в таблице по итогам чемпионата Бельгии. В 1964 году «Льеж» выходит в полуфинал Кубка Ярмарок. После двух ничей, по итогам дополнительного третьего матча испанская «Сарагоса» все же берет верх над бельгийцами и выходит в финал турнира, побеждая «Валенсию» со счетом 2:1. В период с 1965 по 1980 годы результаты команды стали немного скромнее немало в чем из-за осторожной финансовой политики президента клуба Жуля Жоржа. В 70-е годы именно этот подход помог «Льежу» не только безболезненно (с финансовой точки зрения) пройти переход в профессиональную эру а и сохранить светлую традицию подготовки молодых талантов, на которых клуб всегда мог полагаться.
В 1983 году на 79-м году обывается жизнь президента клуба Жуля Жоржа, чья смерть стала большим ударом для «Льежа». В 1986 году желая отдать должное его заслугам перед клубом в его честь переименовывают «Велодром де Рокур». Одним из последних решений Жуля Жоржа, стало возвращение в клуб Робера Васежа. Ранее игравший за команду, на этот раз он становится ее тренером и именно с его именем связывают последние известные успехи «Льежа». В сезоне 1983/84 Васеж был удостоен награды лучшего тренера Бельгии. В 1986 году под его руководством Васежа команда завоевывает Кубок бельгийской лиги. В сезоне 1986/87 «Льеж» выходит в финал Кубка Бельгии, однако уступает трофей «Генту» в дополнительное время. В сезоне 1989/90 команда вновь выходит в финал Кубка Бельгии на этот раз одержав победу над «Беерсхотом» 2:1. Как и в случае с Кубком бельгийской лиги, так и Кубка Бельгии, оба эти трофеи стали первыми подобными трофеями для «Льежа». На евроарене под руководством Васежа команда также показывала хорошие результаты. Так в сезоне 1989/90 «Льеж» вышел в 1/4 Кубка УЕФА, однако был устранен немецким «Вердером», 3:4 по сумме двух встреч. В сезоне 1990/91 клуб вышел в 1/4 Кубка обладателей кубков УЕФА, но проиграл итальянскому «Ювентусу» со счетом 1:6 по сумме двух встреч.
В 1995 году команду постигает банкротство. Чтобы выжить, «Льежу» не только приходится продать землю на которой стоял «Велодром де Рокур» а и пойти на слияния с футбольным клубом «Тилье» из Сан-Николы. «Льеж» был автоматически понижен в классе, и тем самым покинул элиту в которой находился 50 лет. С того момента «Льеж» играл во втором и третьем дивизионе Бельгии по футболу. В 2011 году клуб вылетел в четвертый дивизион Бельгии по футболу. В 2015 году «Льеж» смог вернуться в родной ему Рокур открыв там небольшую но свою арену с одноименным названием. До этого команда скиталась по аренах разных городов провинции Льеж. В сезоне 2022/23 «Льеж» вышел в Челленджер Про Лигу.

## Болельщики и соперничество с другими клубами
С середины 80-х годов фанаты «Льежа» поддерживают крепкую дружбу с фанатами «Серкль Брюгге». В свою очередь фанатов обеих команд уже более 20-ти лет связывает тесная дружба с болельщиками брюссельского «Юниона». Еще одними друзьями болельщиков «Льежа» являются фанаты нидерландского «Витесса».
Самыми принциальными для фанатов «Льежа» являются матчи против «Стандарда». Противостояние этих команд известно в бельгийском футболе как Льежское дерби.

## Стадион

### «Велодром де Рокур»

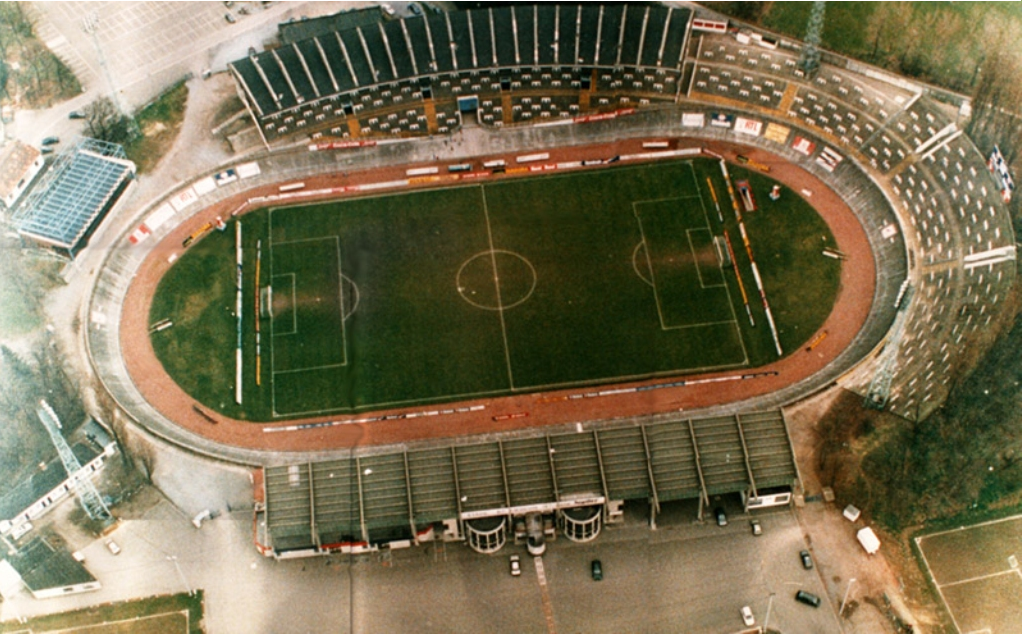
Вид с неба на «Велодром де Рокур».

В 1920 году руководство «Льежа» выкупило участок в 12 гектаров под строительство стадиона в Рокуре, что на тот момент был пригородом Льежа. «Велодром де Рокур» был торжественно открыт 28 августа 1921 года. В матче открытия противником «Льежа» стал французский «Олимпик Лилль». Еще одним матчем дня открытия стала встреча «Стандарда» и столичного «Юниона Сент-Жиллуаз». Вместимость арены на момент открытия составляла 30 000 мест. С 1937 года арена находится в полной собственности «Льежа». В 1950 году количество мест было расширено до 40 000. В 1954 году арена ставит рекорд посещаемости. Так игру «Льежа» против московского «Спартака» пришли посмотреть более 47 000 зрителей. В 1955 году «Льеж» принимал на «Велодром де Рокур» аргентинский «Ньюэллс Олд Бойз», а в 1956 году венгерский «МТК». В 1960 году арена устанавливает неофициальный рекорд посещаемости в около 50 000 зрителей, которых привлек матч «Льежа» против испанского «Реал Мадрида». В 1967 году «Велодром де Рокур» принимает 75-летний юбилей клуба. Матчем юбилея становится игра «Льежа» против нидерландского «Аякса». Помимо футбола стадион неоднократно принимал чемпионат мира по трековому велоспорту в 1950, 1957, 1963 и 1975 году. В 1977 году Рокур становится частью Льежа. Реновации и различного рода ремонты арены приходились на 1950, 1956, 1967, 1972, 1986 и на 1992 годы. С 1986 года стадиону присвоенно имя бывшего президента клуба Жуля Жоржа. В 1988 году еврокубковый матч против «Ювентуса» привелекает на трибуны стадиона 36 000 зрителей. 26 ноября 1994 года команда в последний раз играет на арене, так как клуб вынужден был продать землю, на которой стоял «Велодром де Рокур» из-за серьезных финансовых трудностей. Последней игрой для арены стал матч «Льежа» и «Серкль Брюгге». Стадион был снесен в 1995 году, а 29 октября 1997 года на его месте был открыт кинотеатр.

### Новый «Рокур»
Из-за отсутствия своего поля на какое-то время к «Льежу» прицепилось прозвище «бездомные». Так в период с 1995 по 2015 год клуб  играл в: Сен-Николе (1995-2000), Серене (2000-2004/2008-2015) и Ансе (2004-2008). Все города находятся в провинции Льеж. В 2015 году «Льеж» возвращается в родной ему Рокур открыв новый стадион с одноименным названием. Вместимость новой арены составляет 8 000 мест.

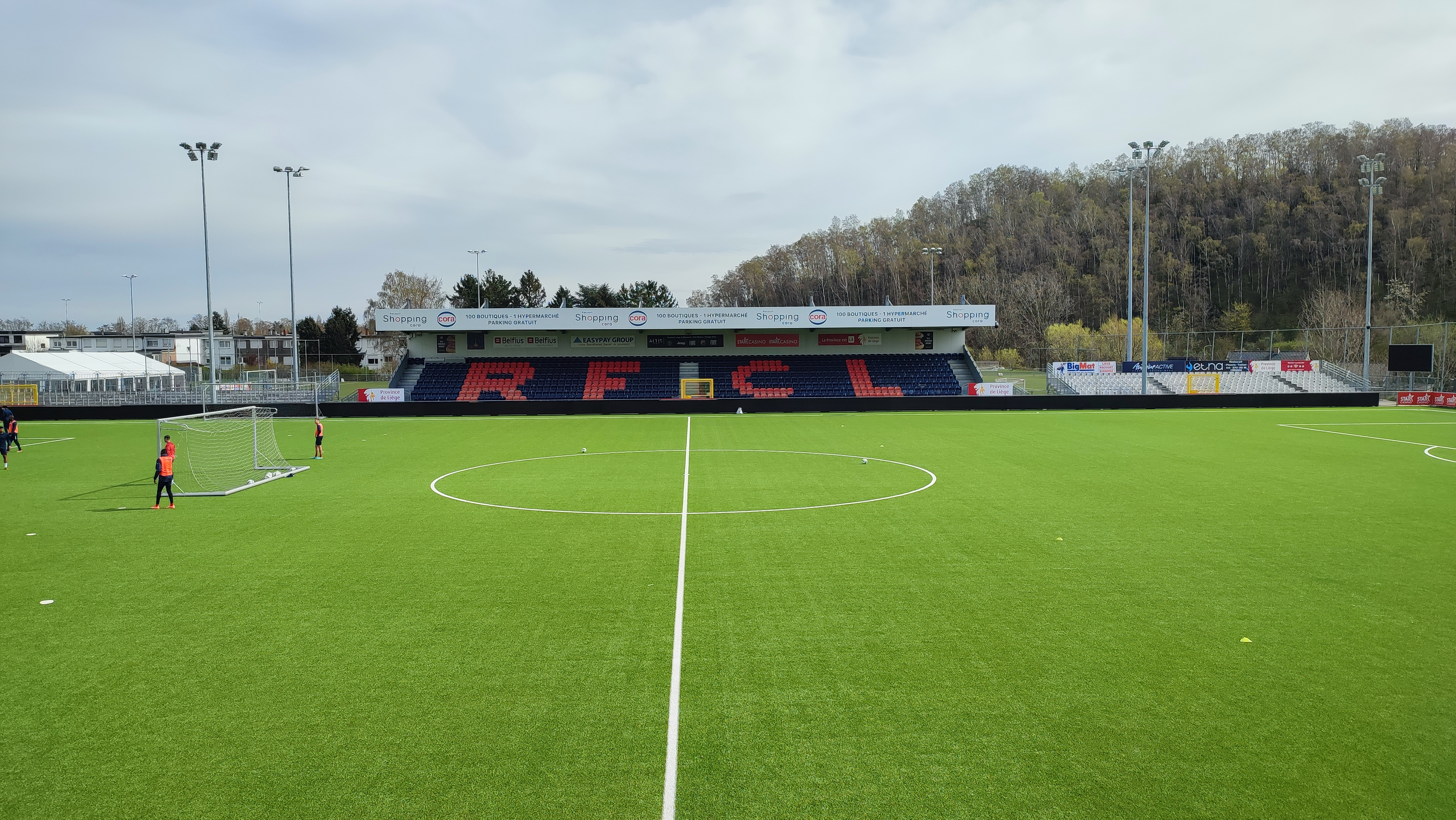
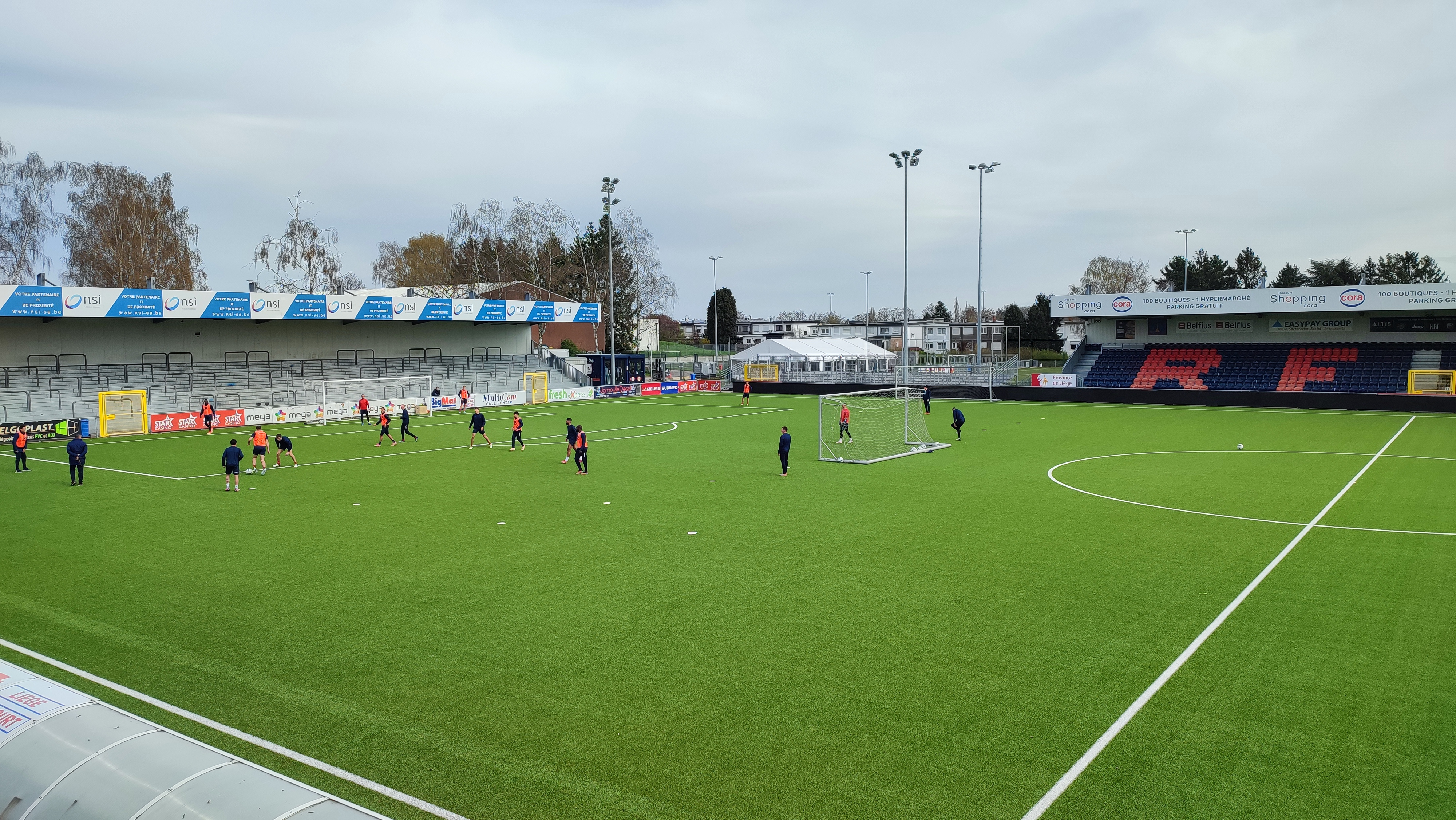
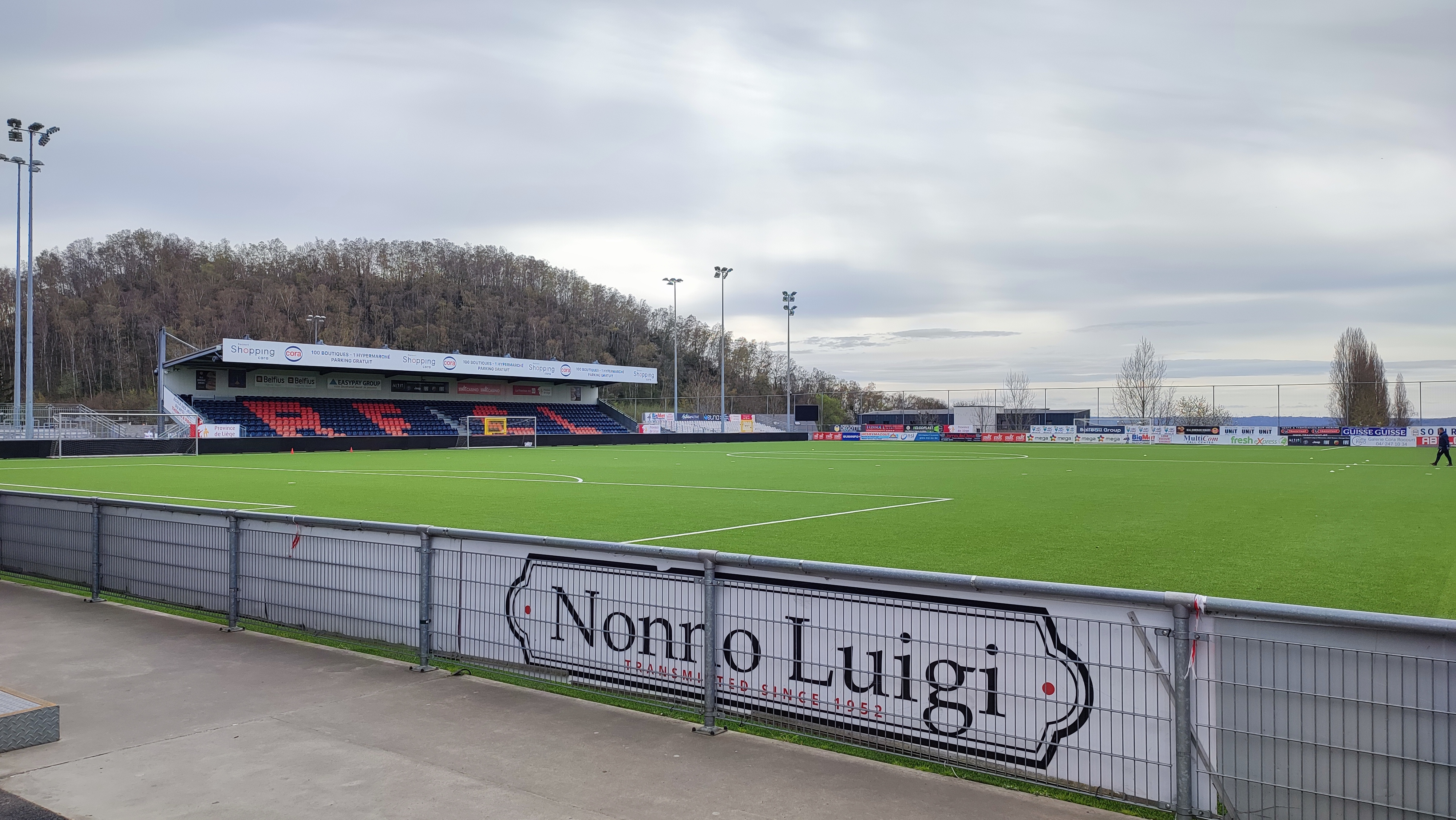

## Достижения

### Национальные
- Чемпионат Бельгии:
  - Чемпион (5):  1895/96, 1897/98, 1898/99, 1951/52, 1952/53
  - Вице-чемпион (3): 1896/97, 1958/59, 1960/61
- Кубок Бельгии:
  - Обладатель : 1989/90
  - Финалист: 1986/87
- Кубок бельгийской лиги:
  - Обладатель : 1986
  - Финалист: 1973
- Второй дивизион Бельгии по футболу:
  - Чемпион (3): 1911/12, 1922/23, 1943/44
- Третий дивизион Бельгии по футболу:
  - Чемпион (3): 1942/43, 1995/96, 2007/08

### Международные
- Кубок ярмарок
  - Полуфиналист: 1963/64
- Кубок Интертото
  - Полуфиналтст: 1964/65
- Кубок УЕФА / Лига Европы УЕФА
  - Четвертьфиналист: 1989/90
- Кубок обладателей кубков УЕФА
  - Четвертьфиналист: 1990/91

### Индивидуальные
- Лучший бомбардир чемпионата Бельгии:
  - (7): Самуэль Хиксон (1896 и 1897), Виктор Вегриа (1958/59,1959/60,1960/61,1962/63), Жан-Поль Колонваль (1964/65)

## Выступление клуба в еврокубках
| Сезон   | Турнир                        | Раунд | Страна                                | Клуб            | Общий счет | 1-я игра | 2-я игра | Пункты |
| ------- | ----------------------------- | ----- | ------------------------------------- | --------------- | ---------- | -------- | -------- | ------ |
| 1963/64 | Кубок ярмарок                 | 1/16  | Люксембург                            | Арис Бонневуа   | 2-0        | 2-0      | 0-0      | 12.0   |
|         |                               | 1/8   | Англия                                | Арсенал         | 4-2        | 1-1      | 3-1      | 12.0   |
|         |                               | 1/4   | Чехословакия                          | Зброёвка        | 2-21:0     | 2-0      | 0-2      | 12.0   |
|         |                               | 1/2   | Испания                               | Реал Сарагоса   | 2-20:2     | 1-0      | 1-2      | 12.0   |
| 1964/65 | Кубок ярмарок                 | 1/32  | Испания                               | Валенсия        | 4-2        | 1-1      | 3-1      | 9.0    |
|         |                               | 1/16  | Нидерланды                            | ДОС             | 4-0        | 2-0      | 2-0      | 9.0    |
|         |                               | 1/8   | Испания                               | Атлетико Мадрид | 1-2        | 1-0      | 0-2      | 9.0    |
| 1965/66 | Кубок ярмарок                 | 1/32  | Югославия                             | Загреб          | 1-2        | 1-0      | 0-2      | 2.0    |
| 1966/67 | Кубок ярмарок                 | 1/16  | Германская Демократическая Республика | Локомотив       | 1-2        | 0-0      | 1-2      | 1.0    |
| 1967/68 | Кубок ярмарок                 | 1/16  | Греция                                | ПАОК            | 5-2        | 2-0      | 3-2      | 4.0    |
|         |                               | 1/8   | Шотландия                             | Данди           | 2-7        | 1-3      | 1-4      | 4.0    |
| 1985/86 | Кубок УЕФА                    | 1/32  | Австрия                               | Ваккер          | 4-1        | 1-0      | 3-1      | 4.0    |
|         |                               | 1/16  | Испания                               | Атлетик Бильбао | 1-4        | 0-1      | 1-3      | 4.0    |
| 1988/89 | Кубок УЕФА                    | 1/32  | Люксембург                            | Унион           | 11-1       | 7-1      | 4-0      | 7.0    |
|         |                               | 1/16  | Португалия                            | Бенфика         | 3-2        | 2-1      | 1-1      | 7.0    |
|         |                               | 1/8   | Италия                                | Ювентус         | 0-2        | 0-1      | 0-1      | 7.0    |
| 1989/90 | Кубок УЕФА                    | 1/32  | Исландия                              | Акранес         | 6-1        | 2-0      | 4-1      | 12.0   |
|         |                               | 1/16  | Шотландия                             | Хиберниан       | 1-0        | 0-0      | 1-0      | 12.0   |
|         |                               | 1/8   | Австрия                               | Рапид           | 3-2        | 0-1      | 3-1      | 12.0   |
|         |                               | 1/4   | Германия                              | Вердер          | 3-4        | 1-4      | 2-0      | 12.0   |
| 1990/91 | Кубок обладателей кубков УЕФА | 1/16  | Норвегия                              | Викинг          | 5-0        | 2-0      | 3-0      | 7.0    |
|         |                               | 1/8   | Португалия                            | Эштрела         | 2-1        | 2-0      | 0-1      | 7.0    |
|         |                               | 1/4   | Италия                                | Ювентус         | 1-6        | 1-3      | 0-3      | 7.0    |

Всего заработано пунктов в еврокубках: 58.0